# Jessie Weston
Jessie Weston (ur. 1850, zm. 1928) − brytyjska badaczka kultury, zajmowała się m.in. legendami arturiańskimi.

## Publikacje
- Parzival: A Knightly Epic by Wolfram von Eschenbach (1894) (tłumaczenie)
- The Legends of the Wagner Drama: Studies in Mythology (1896)
- The Legend Of Sir Gawain: studies upon its original scope & significance (1897)
- King Arthur and His Knights: A Survey of Arthurian Romance (1899)
- Guingamor, Lanval, Tyolet, Bisclaveret: Four Lais Rendered into English Prose (c. 1900)
- Morien: a Metrical Romance Rendered into English Prose (1901) PDF
- The Romance Cycle of Charlemagne and his Peers (1901)
- Sir Cleges, Sir Libeaus Desconus (1902)
- The Three Days' Tournament (1902)
- Sir Gawain and the Green Knight : Retold in Modern Prose (1905)
- The Legend of Sir Perceval: Studies upon its Origin, Development and Position in the Arthurian Cycle. London, David Nutt 1906. 2 volumes.
- Sir Gawain & the Lady of Lys. London, David Nutt 1907
- Romance Vision and Satire; English Alliterative Poems of the Fourteenth Century (1912)
- The Quest for the Holy Grail (1913)
- The Chief Middle English poets (1914)
- From Ritual to Romance (1920) HTML
- The Romance of Perlesvaus (1988)